# Martina Willibald
Martina Willibald (12 giugno 1999) è un'ex sciatrice alpina tedesca.

## Biografia
Sciatrice polivalente attiva dal novembre del 2015, Martina Willibald ha esordito in Coppa Europa il 9 febbraio 2017 a Bad Wiessee in slalom speciale (27ª); in Coppa del Mondo ha disputato due gare, gli slalom giganti di Lienz del 28 dicembre 2019 e di Sestriere del 18 gennaio 2020, in entrambi i casi senza qualificarsi per la seconda manche. In Coppa Europa ha conquistato il miglior risultato il 27 febbraio 2020 a Krvavec in slalom gigante (9ª) e ha preso per l'ultima volta il via il 13 marzo 2023 a Narvik nella medesima specialità (29ª), ultima gara della sua carriera; non ha preso parte a rassegne olimpiche o iridate.

## Palmarès

### Mondiali juniores
- 1 medaglia:
  - 1 bronzo (gara a squadre a Val di Fassa 2019)

### Coppa Europa
- Miglior piazzamento in classifica generale: 40ª nel 2020

### Far East Cup
- Miglior piazzamento in classifica generale: 8ª nel 2020
- 2 podi:
  - 1 vittoria
  - 1 secondo posto

#### Far East Cup - vittorie
| Data             | Località   | Paese         | Specialità |
| ---------------- | ---------- | ------------- | ---------- |
| 11 febbraio 2020 | Bears Town | Corea del Sud | GS         |

Legenda:

GS = slalom gigante